# Colura conica
Colura conica är en bladmossart som först beskrevs av Sande Lac., och fick sitt nu gällande namn av Karl von Goebel. Colura conica ingår i släktet Colura och familjen Lejeuneaceae. Inga underarter finns listade i Catalogue of Life.